# Родні Роджерс
Родні Рей Роджерс (англ. Rodney Ray Rogers, нар. 20 червня 1971, Дарем, Північна Кароліна, США) — американський професіональний баскетболіст, що грав на позиції легкого форварда за низку команд НБА. Гравець національної збірної США.

## Ігрова кар'єра
Починав грати в баскетбол у команді Гіллсайдської старшої школи (Дарем, Північна Кароліна). 1990 року був визнаний найкращим гравцем штату серед школярів. У випускному класі набирав 28,3 очка та 12,3 підбирання. На університетському рівні грав за команду Вейк Форест (1990—1993). На останньому курсі був визнаний найкращим баскетболістом року конференції ACC, набираючи при цьому 21,2 очка та 7,4 підбирання. 1996 року на спеціальній церемонії його ігровий номер 54 був навічно за ним закріплений університетом.
1993 року був обраний у першому раунді драфту НБА під загальним 9-м номером командою «Денвер Наггетс». У свій дебютний сезон був рольовим гравцем, виходячи на заміну. Допоміг команді пробитися до плей-оф та увійти в історію: «Денвер» став першою командою в історії НБА, яка, будучи восьмою сіяною, вибила в першому раунді плей-оф першу сіяну — «Сіетл Суперсонікс». У своєму другому сезоні виходив переважно в стартовому складі завдяки частим травмам Лафонсо Елліса.
28 червня 1995 року разом з правами на драфт-пік (Брент Баррі) був обміняний до «Лос-Анджелес Кліпперс» на Ренді Вудса та правами на драфт-пік (Антоніо Макдаєсс). У Лос-Анджелесі провів чотири роки.
1999 року перейшов до «Фінікс Санз», у складі якої провів наступні 3 сезони своєї кар'єри. Набирав в середньому 13,8 очка, виходячи з лавки запасних. 2000 року виграв нагороду Найкращого шостого гравця НБА.
Наступною командою в кар'єрі гравця була «Бостон Селтікс», куди був обміняний на Джо Джонсона.
З 2002 по 2004 рік грав у складі «Нью-Джерсі Нетс». Протягом першого року в команді набирав 7 очок, виходячи з лавки запасних. 2003 року допоміг команді дійти до фіналу НБА, де «Нетс» програли «Сан-Антоніо Сперс».
2004 року перейшов до «Нью-Орлінс Горнетс», у складі якої провів наступний сезон своєї кар'єри. Початок сезону пропустив через травму, проте згодом став гравцем стартової п'ятірки.
Останньою ж командою в кар'єрі гравця стала «Філадельфія Севенті-Сіксерс», до складу якої він приєднався 24 лютого 2005 року і за яку відіграв решту сезону.

## Інвалідність
2008 року під час катання на мотокросних мотоциклах, Роджерс попав в аварію, внаслідок якої став паралізованим донизу від плечей.